# .sg
.sg е интернет домейн от първо ниво за Сингапур. Представен е през 1988 г. Администрира се от SGNIC.

## Домейни от второ ниво
- .com.sg – комерсиални
- .net.sg – доставчици на интернет и други подобни
- .org.sg – организации в Регистъра на обществата
- .gov.sg – правителствени организации
- .edu.sg – образователни институции
- .per.sg – лични домейн имена
- .idn.sg – Китайски и тамилски домейн имена (пробно от 4 юли 2005 – 3 януари 2006)